# Live at the Paramount
Live at the Paramount es un vídeo grabado en vivo por el grupo musical Nirvana que fue publicado en 2011 y lanzado en los formatos DVD y Blu-ray como parte del aniversario número 20 del álbum Nevermind. Este vídeo es la actuación en directo en el Paramount Theatre de Seattle, acontecida el 31 de octubre de 1991. La película se rodó en 16 mm. La versión de Blu-ray cuenta con un audio no comprimido de 96kHz/24-bits.
Así como las versiones en DVD y Blu-ray se venden por separado, en la entrega de Nevermind (Super Deluxe) fue incluido el DVD junto con otros cuatro CD de audio, el número cuatro es el audio del recital. El DVD incluye la edición Super Deluxe y también los videos musicales de los sencillos del álbum Nevermind, pero estos no están disponibles para la entrega de DVD y Blu-ray.
El espectáculo fue inédito en su totalidad, sin embargo algunas de las canciones habían sido lanzadas anteriormente. El audio de «Been a Son» fue lanzado como lado B del sencillo de «Lithium», también «School» y «Drain You» fueron puestos como lados B del sencillo «Come as You Are». Adicionalmente, las canciones «About a Girl», «Polly», «Breed» y «Endless, Nameless» fueron previamente publicadas en la compilación de vídeos en vivo Live! Tonight! Sold Out!! de 1994. El audio de «Negative Creep» aparece en el álbum en vivo From the Muddy Banks of the Wishkah de 1996. El video de «Jesus Doesn't Want Me for a Sunbeam» fue lanzado en el DVD del box set de rarezas titulado With the Lights Out del 2004.
La entrega en Blu-ray ha sido muy criticada por tener problemas en la sincronización de audio. Amazon ha publicado un comunicado de Universal, que niega la existencia del problema, pero en un examen del sitio web Blu-ray.com le da al audio una puntuación de 0/5 debido a los mencionados problemas de sincronización.

## Lista de canciones
1. «Jesus Doesn't Want Me for a Sunbeam»
2. «Aneurysm»
3. «Drain You»
4. «School»
5. «Floyd the Barber»
6. «Smells Like Teen Spirit»
7. «About a Girl»
8. «Polly»
9. «Breed»
10. «Sliver»
11. «Love Buzz»
12. «Lithium»
13. «Been a Son»
14. «Negative Creep»
15. «On a Plain»
16. «Blew»
17. «Rape Me»
18. «Territorial Pissings»
19. «Endless, Nameless»

## Extras
Entregas en formatos DVD y Blu-ray:
- Solo las versiones de DVD y Blu-ray disponen de los siguientes bonus tracks que fueron registrados en vivo el 8 de marzo de 1991 en el Commodore Ballroom de Canadá.[4] Estos no fueron incluidos en el DVD Nevermind (Super Deluxe).

1. «Breed»
2. «Territorial Pissings»
3. «Scoff»

- Nevermind Super Deluxe DVD

El DVD que incluye el box set Nevermind (Super Deluxe) cuenta con los vídeoclips de los sencillos del álbum Nevermind. Pero estos no son incluidos en la entrega de DVD y Blu-ray.
1. «Smells Like Teen Spirit»
2. «Come as You Are»
3. «Lithium»
4. «In Bloom»

## Certificaciones
Australia:  7.500

## Formación
- Kurt Cobain: Voz y guitarra.
- Krist Novoselic: Bajo; voz in Territorial Pissings
- Dave Grohl: Batería y coros.